# Erioptera (Erioptera) nielseni
Erioptera (Erioptera) nielseni is een tweevleugelige uit de familie steltmuggen (Limoniidae). De soort komt voor in het Palearctisch gebied.